# Kyokō Suiri
Kyokō Suiri (jap. 虚構推理, Kyokō Suiri), mit dem englischen Alternativtitel Invented Inference, ist ein Roman von Kyō Shirodaira der 2011 erschien.
Er wurde vom selben Autor zusammen mit Zeichner Chasiba Katase als Manga umgesetzt, der seit 2015  in Japan veröffentlicht wird, sowie als In/Spectre auch auf Deutsch. Das Werk ist in die Genres Shōnen und Mystery einzuordnen.

## Inhalt
Als kleines Kind wurde Kotoko Iwanaga von Yōkai entführt und sollte die Göttin der Weisheit unter den Dämonen werden. Dabei verlor sie ihr rechtes Auge und ihr linkes Bein, konnte schließlich aber ihr Leben weiterführen. Doch muss sie als Vermittlerin zwischen der Welt der Menschen und der Dämonen nun Streitigkeiten unter den Yōkai schlichten. Jahre später lernt die Schülerin im Krankenhaus Kuro Sakuragawa kennen und verliebt sich schnell in ihn. Dem steht zunächst Kuros Freundin im Weg. Doch nach einem Zusammentreffen mit einem Kappa verlässt sie Kuro. Für ihn und Kotoko ist das die Gelegenheit, sich näher zu kommen.
Bald erkennt Kotoko auch, dass Kuro eine besondere Ausstrahlung hat, die allen Yōkai in seiner Umgebung Angst macht. Er bekam als kleines Kind das Fleisch einer Meerjungfrau (Ningyo) und eines Kudan (ein Yōkai mit Kuhkörper und menschlichem Kopf) zu essen, weswegen ihn nun alle Dämonen fürchten. Durch den Konsum des Fleisches erlangte er Unsterblichkeit sowie die Fähigkeit, in einem kurzen Moment vor seinem Tod die Zukunft vorherzusagen. So kommt Kotoko die Verbindung mit Kuro auch bei ihrer Arbeit zugute und so arbeiten sie gemeinsam an den Aufträgen, die Kotoko erhält und bei denen Kuro ihr als Waffe dienen kann.

## Veröffentlichung
Der Roman erschien in Japan am 9. Mai 2011 (ISBN 978-4-06-182768-4) beim Imprint Kōdansha Novels. Eine Neuauflage im kleineren Bunkoban-Format folgte am 15. Dezember 2015 (ISBN 978-4-06-293240-0) beim Imprint Kōdansha Bunko.

## Manga
Die Mangaserie erscheint seit dem 20. April 2015 in Japan. Zunächst gestartet im Shōnen Magazine R (Ausgabe 1/2015)  bei Kodansha, wechselte die Serie mit der Einstellung des Magazins im Dezember 2019 in das Gekkan Shōnen Magazine. Der Verlag brachte die Kapitel auch in bisher 22 Sammelbänden heraus (Stand: Oktober 2024). Der siebte Band verkaufte sich in den ersten zwei Wochen über 70.000 Mal.
Eine deutsche Übersetzung von Diana Hesse erscheint seit Dezember 2017 bei Tokyopop in bisher 16 Bänden (Stand: Juli 2024). Kodansha selbst bringt eine englische Fassung in den USA heraus und bei Pika Édition erscheint der Manga in Frankreich.

## Anime
Am 14. Januar 2019 wurde eine Adaption der Manga-Serie als Anime angekündigt. Sie wird von Brain’s Base produziert und von Keiji Gotoh inszeniert, wobei Noboru Takagi die Drehbücher schreibt und Takatoshi Honda die Charaktere entwirft. Es wurde vom 11. Januar 2020 bis 28. März 2020 im Fernsehen Asahi, MBS und BS-NTV uraufgeführt. Uso to Chameleon spielte das Eröffnungslied "Mononoke in the Fiction", während Mamoru Miyano das Eding-Titellied der Serie "Last Dance" aufführte. Crunchyroll ist Co-Produzent und überträgt die Serie als ein „Crunchyroll Original“.
Im November 2020 wurde eine zweite Staffel angekündigt, die vom 9. Januar bis 27. März 2023 im japanischen Fernsehen gezeigt wurde.